# Nordatlantens Brygge
Nordatlantens Brygge er et kulturcenter i Københavns gamle havneområde. Stedet kaldes også Grønlands Handels Plads. Det ligger tæt på Krøyers Plads.
Kulturcenteret drives i samarbejde mellem Danmark, Island, Grønland og Færøerne. I bygningen findes også restauranten Noma, der har 2 stjerner i Michelinguiden.
55°40′39.19″N 12°35′48.81″Ø / 55.6775528°N 12.5968917°Ø